# Білин (Володимирський район)
Бі́лин — село в Україні, у Оваднівській сільській громаді Володимирського району Волинської області.
Село засноване у 1653 році.

## Загальні дані
Населення становить 437 осіб. Кількість дворів (квартир) — 122. З них 12 нових (після 1991 р.).
В селі функціонує Дмитріївська церква Київського патріархату. Кількість прихожан — 280 осіб. Працює школа-сад на 50 місць, клуб, бібліотека, лікарня, відділення зв'язку, АТС на 62 номери, торговельний заклад.
В селі доступні такі телеканали: УТ-1, УТ-2, 1+1, Інтер, СТБ, Обласне телебачення. Радіомовлення здійснюють Радіо «Промінь», Радіо «Світязь», Радіо «Луцьк».
Село газифіковане. Дорога з твердим покриттям в незадовільному стані. Наявне постійне транспортне сполучення з районним та обласним центрами.Нещодавно пройшли вибори на посаду сільського голови. Посаду отримав діючий сільський голова Базилюк Микола Пилипович,

## Історія

### Польсько-український конфлікт
Білин був польським селом. Жило в ньому сім родин українців. Коли поляки почали сюди з'їжджатися, то українські родини залишилися в селі. Польські сім'ї прибували з інших сіл, селилися по кілька в одну з хат до поляків-господарів, а також до українців. Збереглись спогади про те, як польські родини переховували українців, або попереджували про небезпеку і рятували від розстрілів.
У 1943 році і до весни 1944 р. в селі була польська база, внаслідок нападів з неї на сусідні села загинуло багато українців в Устилузькому, Володимир-Волинському, Любомльському і Турійському районах. З січня 1944 р. тут розміщався осередок концентрації 27-ї Волинської Дивізії Піхоти АК. При бомбардуванні німцями села в квітні 1944 р., напередодні польського Великодня, загинуло 14 поляків.
Загинули українці: 1. Богданович (чоловік). 2. Богданович (жінка). 3. Калитюк Іван. 4. Мороз Іван — убитий в с. Дубниках після жнив.
4 лютого 1944 р. у Тростянці був підірваний німецький ешелон. Німці почали грабувати, палити село і вбивати людей, а селяни кинулись врозтіч. Так, жителі села Адамчук Люба Іванівна з трирічним сином Толиком і Зволянська Олена Петрівна з донечкою Павлинкою опинилися на хуторі Корчунок. Це далі від німців, але ближче до поляків, і ті не забарились: через кілька днів прийшли, «побавились» із жінками і розстріляли. Обоє діток (а їм було по три роки) заховалися під ліжком. Убивці пішли, і десь через день-два до будинку, де були вбиті жінки, під'їхала фура. З неї зійшло кілька жінок-польок та давай нишпорити по коморі, хліві, на горищі, і в хаті. З-під ліжка вилізло двоє діток, страшенно замурзаних, мокрих. Польки стягнули з діток мокру одежину, позагортали в суху ряднину та й поклали на сани. Так їх і привезли до Білина. Під'їхали до будинку Броницьких, мовили: «То дзєці українскі, ви теж українци. У вас єдно дзєцко, то нєх бендзє єще два». Так маленький Толик і Павлинка залишились в сім'ї Броницьких.
Через дві хати від Броницьких жив поляк Болек. Він був біля своєї домівки, коли це дорогою йдуть два патрулі й говорять: «Маємо стріти ще двох, і зразу йдемо вбивати Броницьких». Болек через городи прибіг до Броницьких і кричить: «Швидше до мене, швидше, бо зараз прийдуть та повбивають». Броницькі, у чому були, прибігли до хати поляка. Це було пізнього вечора. Потім поляки, що були на квартирі, розповідали, що вбивці прийшли через 10-15 хвилин після того, як сім'я Броницьких залишила будинок.
Дубники — село було розташоване поміж Білином і Володимиром за 6 км від нього на північний захід. На початок війни в ньому було до 50 господарств. Довкола села були колонії (хутори) Водзинок, Водзинів, Спащина, Стасик, Калинівка, Білозовщина, Ганусин, Заславок, у яких жили переважно поляки. По колоніях було від кількох до 20 дворів. Село ліквідоване 1951 р. у зв'язку будівництвом полігону.
Коли в Білині організовувалась пляцувка, то мешканці цих колоній і самих Дубників продовжували жити мирно, разом з сусідами українцями. Уже тоді мешканці сіл і колоній почали копати схрони. Часто робили одного схрона на дві сім'ї, або помагали сусід сусідові. Але поступово змінювались обставини, мінялися погляди людей. З Білина наїжджали бойовики, збирали поляків, проводили бесіди про ворогів-українців, про боротьбу за Польщу. 16 липня 1943 р. просто на дорозі, серед білого дня був застрелений 40-річний Войтович Володимир Федорович. Він їхав фурою на поле, з ним дружина Аделька (полька) й синок Владик. Коли проїжджали повз хату осадника Кіта Вацлава, то господар вийшов з гвинтівкою і вистрелив Войтовичу в груди. З хати вискочила дружина Кіта і закричала: «Забій єще те гадувке і тего малого гада!». Аделька просила не вбивати хоч малого Владика, промовляючи: «Я теж єстем полька». Підійшов якийсь старший і наказав не чіпати жінки й дитини. Похований Войтович на кладовищі села Дубники.
Вже була глибока осінь 1943 р., коли вночі в селі почулися постріли. Корець Ганна Герамонівна, 40 р. (чоловіка її розстріляли німці за те, що в 1939—1941 рр. був секретарем сільради) з трьома дітьми сховалася в схроні. Трішки побула і згадала, що залишила в хаті прядиво. Тоді люди сіяли льон, коноплі, робили з них кужіль, пряли, ткали полотно і шили одяг. Якщо заберуть пряжу, то не буде полотна з чого зіткати. Ганна сказала дітям, аби сиділи тихо, а сама вийшла зі схрону, щоб пряжу заховати. Більше в схрон вона не повернулася. Була застрелена поляком на прізвище Краков'як Ясько. Залишились діти круглими сиротами. Жорі було 15, Борі — 13, Соні — 9 років.
10 лютого 1944 р. сорокашестирічний Войтович Степан Федорович їхав до млина. Він був високий, сильний, гарний і надзвичайно спокійний. Перестріли, закатували страшними муками: відрізали вуха, носа, піднімали на дибу, вирізали на тілі живі пасма, кололи. Мучили цілий день. Керував тортурами, брав в них участь Янек Павельчак з колонії Ганусін, за Польщі власник цегельні. Йому допомагали Бахняк з Мочиська (передмістя Володимира), Дроб'як з колонії Стрев'яга.
Це були поодинокі напади і вбивства. Так жили до Стрітення, але 14 лютого 1944 р. через село їхав на санях поляк Юзік Козак. Сани були в крові, вид у фірмана страшний. Зупинився напроти хати Кузьмицького Степана Степановича, підкликав до себе його і твердо сказав: «Ради Бога, тікайте, бо як не сьогодні вночі, то завтра вас, українців, усіх переб'ють». Він коротко розповів, що бачив за ці дві доби, зітхнув, перехрестився і ще раз повторив: «Тікайте тільки-но смеркне». У цю ніч українці покинули село. Як завжди, не всі. Особливо старші люди. Грисюк Надія, 40 р., тікати не могла: в неї вже починалися пологи. Вона була в хаті. Чоловік з двома дітьми подався в місто. Неподалік у схроні сиділи старші люди. Серед ночі Надя народила дівчинку, а в селі чулися постріли. Вранці дід Веремко вийшов зі схрона й пішов до хати подивитись і взнати, як там почуває себе Надя. Жінка лежала в ліжку вбита, а на долівці розтоптане місиво з немовляти-дівчинки. Він повернувся і розповів про цю страшну трагедію Корцю Якову Єрмолайовичу й Ользі Абрамівні. Коли під обідню пору Веремко Войтович вийшов зі схрону, то його було вбито під хатою, у якій лежала мертва породілля.
До того часу польські сім'ї жили в селі поряд з українцями, але в одну ніч усі дорослі хлопці й чоловіки залишили село й пішли в Білин, їх покликали. Минув якийсь тиждень. Люди навідувалися в село, щоб глянути на господарку, а головне, щоб узяти якийсь харч. Чотирьох мешканців села: Заремську Ольгу (15 р.), Заремського Сергія (27 р.), Заремського Володимира (30 р.), Войтовича Ананія Сергійовича (15 р.) завели до лісу (нині це місце за птахофабрикою). Трьох загнали в якийсь котлован і постріляли та почали знімати чоботи.
На другий день польські боївки напали на село, пограбували, половину дворів спалили. Були вбиті Корці — Августин (60 р.) й Аделька (55 р., полька), Войтович Ананій (70 р.), Ткачуки — Якуб (55 р.), дружина, дочки Віра (19 р.), Ніна (11 р.), Надія (8 р.), Заремські — Федько й Марія, Юрко Якуб, Климюк Калена (відрізані вуха, ніс), Козловська Ганна (45 р.) — кинута в колодязь. Син останніх Юрко (був без ока) залишився живий (як єговіст він радянською владою був тричі засуджений). Ще були вбиті Бронський Яків (був за Польщі солтисом), Грисюк Оксана з двомісячною дитиною, Грисюк Петро Артамонович (34 р.), Корець Афанасій, ще сім'я з шести душ.
Селяни Дубників, які загинули від рук польських бандитів:
1. Адолька.
2. Бронський Яків Данилович, 1891 р.н. В січні 1940 р. заарештований НКВД. Після відступу Червоної армії 23.06.1941 р. звільнений з Володимир-Волинської в'язниці. Убитий поляками 22.02.1944 р.
3. Войтович Анатолій, 70 р.
4. Войтович Ананій Сергійович, 15 р.
5. Войтович Веремко, 70 р.
6. Войтович Володимир Федорович, 40 р., убитий на полі під час жнивування.
7. Войтович Никифор.
8. Войтович Степан Федорович, 52 р.
9. Гармон.
10. Грисюк Гарам.
11. Грисюк Петро Артамонович, 34 р.
12—13. Грисюк Оксана і її дитина, 2 місяці.
14—15. Грисюк Надія, 40 р. Уночі родила, вранці була застрелена в ліжку, а новонароджена дівчинка розтоптана на долівці.
16—21. Грисюк Оксана, 50 р., Грисюк Іван (син Оксани), його дружина і троє дітей.
22—25. Гурська, двоє хлопців і грудна дитина — дівчинка.
26. Гурениха.
27. Гуть.
28. Заремський Володимир.
29. Заремський Фльорко.
30. Заремська Марія.
31. Заремський Сергій Фльорович, 27 р.
32. Заремська Ольга Фльорівна, 15 р.
33. Корець Ганна Герамонівна, 40 р.
34. Климюк Калена, закатована.
35. Козловська Ганна, 45 р. вкинута в колодязь.
36. Корець Августин, 60 р., інвалід царської війни (без ноги), закатований.
37. Корець Аделька (дружина Августина).
38. Корець Афанасій.
39—40. Ткачук Якуб, 55 р. з дружиною.
41. Ткачук Віра Якубівна,19 р.
42. Ткачук Ніна Якубівна, 11 р.
43. Ткачук Надія Якубівна, 8 р.
44. Тимошиха (по сільському) старша жінка.
45. Жінка, спалена в стодолі.
46—66. — прізвища не встановлені. Як стверджує Іполит Іванович Губерук, 1929 р. н. (з Дубників, пізніше — у м. Володимирі-Волинському) відразу після закінчення війни селяни села підраховували, хто і скільки загинуло, і тоді нарахували 66 убитих, скатованих українців; ні один поляк у селі не загинув.
Білозовщина — село знесене 1951 р., коли на його території влаштовано полігон.
Польські бандити вбили таких українських селян:
1. Гаврилюк Надія Степанівна, нар. 1.02.1924 р., заколота багнетом.
2—3. Гаврилюк Олег Степанович, нар. 20.11.1926 р. і Гаврилюк Ярослав Степанович, нар. 3.03.1929 р.
4—6. Шипер Марія Миколаївна, 64 роки, бабуся і її онуки, вся родина була скатована, порізана, бабуся заколота багнетом в суботу 11 лютого 1944 р. Батько дітей і зять Марії, який жив на той час у Володимирі-Волинському, пішов до німецької комендатури, про все розповів, йому виділили кілька німців для охорони, з якими він поїхав у село та забрав скатованих дітей і тещу, поховав на кладовищі міста.
7. Возняк, 80 років, спалений у хаті, а відрубана голова була в криниці. Це було під весну 1944 р.
8. Гісь Іван, 60 років, замучений 11.02.1944 р.
9. Омелян, вбитий.
10—13. Дулич — він сам, дружина, син Олекса (учився раніше в гімназії), дочка, школярка 4 класу, віруючі. Були вбиті поляками і кинуті до криниці. У вбивстві брав участь поляк Крук* . 7 квітня 1944 р. село було спалене німцями.
14. Маїло Ростислав Євремович, 20 р., убитий в жнива 1943 р.

### Часи незалежности
До 23 червня 2016 року — адміністративний центр Білинської сільської ради Володимир-Волинського району Волинської області.
12 червня 2020 року, відповідно до розпорядження Кабінету Міністрів України № 708-р «Про визначення адміністративних центрів та затвердження територій територіальних громад Волинської області», увійшло до складу Оваднівської сільської територіальної громади.
19 липня 2020 року, в результаті адміністративно-територіальної реформи та ліквідації  Володимир-Волинського району(1940—2020), село увійшло до новоутвореного Володимир-Волинського району (від 18 липня 2022 Володимирського).

## Населення
Згідно з переписом УРСР 1989 року чисельність наявного населення села становила 355 осіб, з яких 159 чоловіків та 196 жінок.
За переписом населення України 2001 року в селі мешкали 432 особи.

### Мова
Розподіл населення за рідною мовою за даними перепису 2001 року:
| Мова       | Кількість | Відсоток |
| ---------- | --------- | -------- |
| українська | 435       | 99.54%   |
| російська  | 2         | 0.46%    |
| Усього     | 437       | 100%     |

## Відомі люди
Уродженцем села є заслужена артистка України Лідія Вовкун, дружина режисера та сценариста Василя Вовкуна.